# Gnomenfische
Die Gnomenfische (Scombrops) sind eine Gattung barschverwandter Meeresfische. Sie kommt im tropischen, westlichen Atlantik, im westlichen Pazifik und im Indischen Ozean vor.

## Merkmale
Gnomenfische werden einen bis 1,5 Meter lang. Ihre Augen sind relativ groß. Sie haben zwei Rückenflossen. Die Rückenflossen werden von sieben bis zehn Flossenstacheln und 12 bis 14 Weichstrahlen gestützt. Die Afterflosse hat drei Flossenstacheln und 11 bis 13 Weichstrahlen. Der weichstrahlige Teil der Rücken- und Afterflosse ist beschuppt. Die Brustflossen haben einen schwarzen Fleck an der Flossenbasis.

## Systematik
Die äußere Systematik der Gattung ist strittig. Sie wurde in der 1994er Ausgabe von Joseph S. Nelsons Standardwerk zur Fischsystematik in die Familie Pomatomidae gestellt, in der vierten Auflage von 2004 dann in eine eigene, monogenerische Familie. Andere Autoren vermuteten eine Verwandtschaft mit den Makrelenartigen (Scombroidei). Der Fischsystematiker Ricardo Betancur-R ordnete sie deshalb in seiner Systematik der Knochenfische der Ordnung Scombriformes zu, ohne sie in seine Untersuchungen einzubeziehen, d. h. die DNA der Fische zu analysieren und sie mit der anderer Makrelenartiger zu vergleichen. Heemstra ordnete die Gattung den Laternenbäuchen (Acropomatidae) zu. Eine nähere Untersuchung der Verwandtschaftsverhältnisse wurde von W. Leo Smith und seinem Team nachgeholt, die die Familie Acropomatidae als Schwestergruppe von Scombrops ermittelten und die Familie Scombropidae der Ordnung Acropomatiformes (Pempheriformes bei Betancur-R et al.) zuordneten.

## Arten
- Scombrops boops (Houttuyn, 1782)
- Scombrops gilberti (Jordan & Snyder, 1901)
- Scombrops oculatus (Poey, 1860)

## Weblink
- Gnomenfische auf Fishbase.org (englisch)